# يانجينغ
يانجينغ هي مدينة وعاصمة قديمة لدولة يان في شمال الصين، في موقع مدينة بكين الحالي.

## التاريخ
تأسست يانجينغ في عهد دولة يان، واتخذها حكامهم عاصمة لهم. وبعد غزو دولة شين لدولة يان، أصبحت المدينة عاصمة لمقاطعة غوانغيانغ. وفي عهد أسرة هان، سميت المدينة «فانيانغ»، وأصبحت لمقاطعة يويانغ، ثم أصبحت المركز الإداري ليوشو في عهد مملكة هان الشرقية. ولقربها من الحدود الشمالية للصين، كانت يانجينغ هدفًا للغزوات الخارجية، كما تعرضت للاعتداءات التي تلت تمرد العمامات الصفراء، الذي بدء عام 184.
وفي عهد أسرة تانج وآخر عهد أسرة جين، أصبحت فانيانغ قاعدة عسكرية ومركز تجاري هامين، ومنها بدأ أن لوشان ثورة، وعندما أصبح إمبراطور يان الكبرى، اتخذ من المدينة عاصمة له.
وفي عهد أسرة لياو، أصبح اسم المدينة «نانجينغ»، وأصبحت العاصمة الجنوبية للياو. وفي عهد أسرة جين، سميت المدينة «شونغدو»، العاصمة الوسطى لمملكة جين. وبعد استيلاء إمبراطورية المغول على المدينة، سميت يانجينغ، ثم بنيت مدينة «دادو» بالقرب منها لتصبح عاصمة لأسرة يوان.